# 1771 en France
Chronologie de la France
- 1767
- 1768
- 1769
- 1770
- 1771
- 1772
- 1773
- 1774
- 1775

Cette page concerne l’année 1771 du calendrier grégorien.

## Événements
- 11 janvier : lettres patentes qui réglementent le commerce des grains à l'intérieur du royaume. Elles confirment l’arrêt du Conseil d’État du 14 juillet 1770, par lequel Terray interdit l’exportation des blés[1].
- 21 janvier : exil du parlement de Paris. Les parlements, qui s’étaient opposés aux édits royaux, sont réorganisés et perdent leurs prérogatives politiques : devant leur résistance aux réformes financières de l’abbé Terray, Maupeou condamne l’unité de corps des parlements, puis, devant leur refus de se soumettre à l’autorité royale, il ordonne la reprise des activités parlementaires par l’envoi de mousquetaires au domicile des magistrats (nuit du 19 au 20 janvier), exile et confisque les charges aux parlementaires qui refusent[2].
- 26 janvier : le marquis de Monteynard devient secrétaire d’État à la Guerre[3].
- 18 février : remontrances de la Cour des Aides contre la levée de nouveaux impôts, contre la réforme Maupeou et contre les abus du pouvoir royal, rédigées par le premier président Malesherbes[4]. Les cours souveraines y sont dépeintes comme des institutions substituables aux défunts États généraux, jadis investis de la représentation nationale. Maupeou procède à sa dissolution.

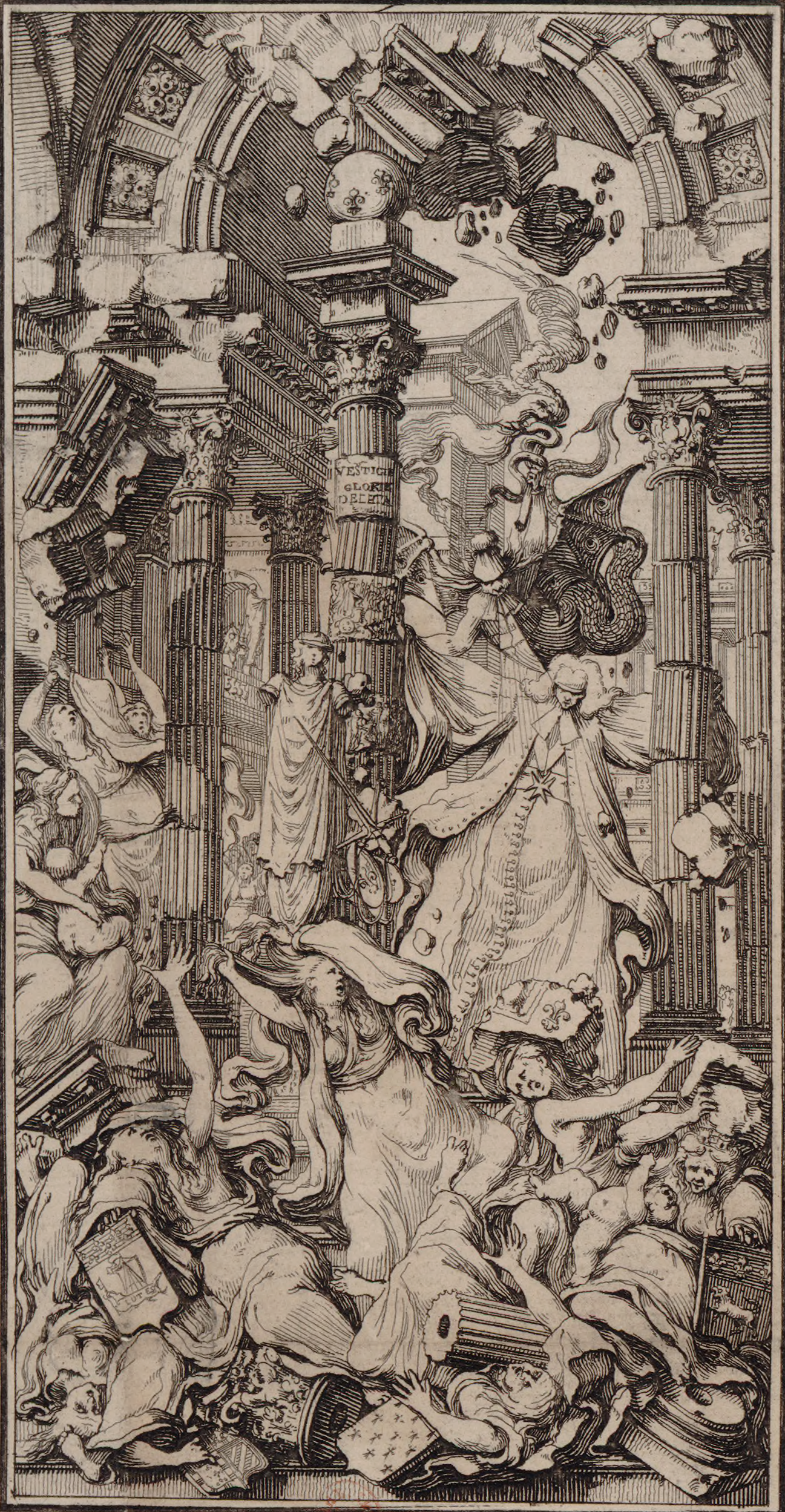
Gravure satirique de René-Nicolas de Maupeou, chancelier de France : Maupeou, nouveau Samson, ébranle les colonnes du temple de l’État.

- 23 février : édit réorganisant la justice. Maupeou crée un nouveau parlement dont les membres sont appointés et révocables (la vénalité des offices est supprimée), mis en place en avril. Les circonscriptions judiciaires sont remodelées, et les parlements remplacés par six conseils supérieurs, strictement cantonnés dans des attributions judiciaires. Malgré les protestations des anciens parlementaires et de l’aristocratie, la réforme est maintenue jusqu’à la mort de Louis XV, mais abolie par Louis XVI, qui révoque le chancelier[5].
- Février :
  - édit mettant en place une évaluation de la valeur des offices. Il établit une déclaration obligatoire par les titulaires de la valeur de leurs offices, qui détermine à la fois la valeur de l’office pour la taxe (Marc d'or) et pour le remboursement[4].
  - édit qui transforme la « paulette » en « seurette », du nom de Le Seure, trésorier des revenus casuels. Le droit annuel du soixantième de la valeur de l’office, selon l’évaluation de 1638, devient un droit du centième[4].
  - édit créant des offices de jurés-priseurs et de barbiers-perruquiers[4].
  - édit qui supprime les deux offices de trésoriers généraux de la Marine et les deux offices de trésoriers généraux des Colonies pour les replacer par deux nouveaux offices de trésoriers généraux de la Marine et des Colonies réunis[4].
  - établissement d’un droit de 2 sols par livre pesant sur l’amidon fabriqué dans le royaume et de 4 sols pour l’amidon importé[6].
  - Voltaire rédige une Réponse aux Remontrances de la cour des aides, par un membre des nouveaux conseils souverains, favorable à la réforme Maupeou[4].
- 1er mars : une déclaration royale fixe les droits sur les papiers et cartons[7].
- 21 mars: Vergennes est nommé ambassadeur à Stockholm (1771-1774)[8].
- 22 mars : la Cour des aides rend un arrêt pour défendre aux officiers de son ressort de reconnaître le Parlement intérimaire et dénie la qualité de magistrats aux membres des « prétendus conseils supérieurs »[3]. Le Conseil d’État du roi qualifie cet arrêt comme attentatoire à l’autorité royale et contraire au respect qui était dû au souverain. Il fait défense à la Cour des aides de prendre de tels arrêts et de former de tels arrêtés à l’avenir.
- 27 mars : Malesherbes, accompagné des présidents de Boisgibault et Cordier de Montreuil et du greffier Dutrequin se rendent à Versailles pour apporter le registre de la Cour des Aides au roi[9].

Il se forme autour de Malesherbes un mouvement d’opposition au despotisme, la coalition des « patriotes », qui soutiennent la thèse parlementaire contre la thèse royale. Issus de la noblesse (d’Aubuisson, Brancas), magistrats (Malesherbes, Augeard), ecclésiastiques (Mey), avocats (André Blonde, Jean-Baptiste Élie de Beaumont, Target et les extrémistes Jacques Martin de Marivaux, Morizot et Guillaume-Joseph Saige), journalistes (Pidansat de Mairobert), ils incarnent le segment majoritaire de l’opinion publique, qui s’est imposé avec l’essor du journalisme, de la population urbaine, des classes instruites et du secteur administratif et judiciaire. Ils prennent le relais des jansénistes, mais ont des liens avec les philosophes et réfléchissent à la mise en œuvre d’une nouvelle « constitution » française, inspirée du Contrat social de Rousseau et basée sur le respect de la loi, qui doit être supérieure au Prince et égale pour tous. Ils sont partisans d’une représentation nationale par les États généraux, et à défaut par le Parlement et revendiquent la liberté de conscience, la liberté de presse, la liberté personnelle contre les lettres de cachet, la liberté de propriété, la liberté nationale…
Outre les royalistes (pro-Maupeou) et les patriotes (pro-parlementaire), une troisième voix, radicale, est celle des philosophes mûrissant ou plus jeunes. Les plus modérés sont Necker, Galiani ou Turgot, qui se contenteraient d’un absolutisme tempéré, à l’abri de l’arbitraire. La plupart voient plus loin (Diderot, d’Alembert, Helvétius, d’Holbach, Mably, Condorcet, Raynal, Grimm, Madame d’Epinay, Mirabeau) et invoquent contre le despotisme triomphant les Lumières et la loi naturelle. Ils envisagent la liberté comme une fin en soi (Diderot) ou un accès à la justice, la vertu ou le bonheur. Ils souhaitent la tolérance religieuse mais n’excluent pas d’en finir avec l’Église catholique. Enfin les novateurs préconisent l’égalité devant la loi, la souveraineté populaire incarnée dans un corps de représentation législative et nationale élu au suffrage censitaire.
- 6 avril : une lettre de cachet retient Malesherbes en exil sur ses terres[9].
- 9 avril :
  - Pierre Étienne Bourgeois de Boynes est nommé secrétaire d’État de la Marine par Louis XV[3].
  - suppression de la Cour des aides[4].
- 13 avril : ouverture du « Parlement Maupeou », présidé par Bertier de Sauvigny[4].
- Avril : 
  - un édit confirme les titres de noblesse accordés depuis le 1er janvier 1715 contre un droit de 6 000 livres[4].
  - suspension des franchises sur les lettres[4].
- 26 mai : un arrêt du Conseil révoque les privilèges d’exemption des droits seigneuriaux dus par les secrétaires du roi sur le domaine. Un autre arrêt du 16 juin remet en ordre la perception de ces droits[10].
- 1er juin : 
  - déclaration du roi supprimant les exemptions de franc-fief aux villes bénéficiaires, notamment Angers, le Mans, Péronne, Orléans, Chartres, Abbeville et de la province du Perche[11].
  - déclaration qui révoque tous les engagements, abonnements et aliénations de perceptions de droits[4].
- 6 juin : le duc d’Aiguillon devient secrétaire d’État aux Affaires étrangères[12].
- 15 juin :
  - une déclaration royale amnistie les prêtres jadis condamnés pour avoir refusé les sacrements aux Augustiniens[13].
  - un arrêt du conseil consolide les retenues sur les rentes pour amortissement de la dette. Il réduit d’un cinquième les rentes perpétuelles et d’un dixième les rentes viagères[4].
- 19 juin : un emprunt de deux millions de livres de rentes viagères est ouvert à Amsterdam[14] L’emprunt dit de Hollande produit sept millions de livres pour éponger la dette publique des années 1770 et 1771[4].
- Juin : un édit créé des conservateurs des hypothèques dans chaque bailliage[4].
- 11 septembre : taxe de soixante livres par quintal sur les importations de livres français et latins, réduite à vingt livres le 24 novembre, à six livres dix sols le 17 janvier 1773 et supprimée le 23 avril 1775[15].
- 9 novembre : abrogation de la réforme municipale de Laverdy ; suppression des élections et en rétablissement des offices vénaux[16].
- 25 novembre : acquittement de Sirven ; grâce à l’intervention de Voltaire, Pierre-Paul Sirven est réhabilité par le parlement de Toulouse. Protestant accusé d’avoir tué sa fille, qui s’est suicidée en 1762, il s’est réfugié en Suisse et a été condamné à mort par contumace en 1764[17].
- Novembre :
  - édit de Terray qui décrète la perpétuité du premier vingtième et proroge le second jusqu’en 1781, qui proroge le don gratuit des villes jusqu’en 1780, créé deux nouveaux sols pour livre des droits des fermes générales et des droits de levée au profit des villes et communautés[4].
  - édit supprimant un des deux offices de trésoriers de la Maison du Roi[4].
  - édit daté de Fontainebleau qui rétablit la vénalité des offices pour les charges municipales[18].